# Нижњи Новгород
Нижњи Новгород (рус. Нижний Новгород) је град у Русији и административни центар Нижегородске области. Нижњи Новгород је главни град Поволшког федералног округа, a налази се на ушћу Оке и Волге. Према попису становништва из 2010. у граду је живело 1.250.615 становника. По величини је пети град у држави. Од 1932. до 1990. град се звао Горки (рус. Горький) по писцу Максиму Горком.
Град је велики индустријски и привредни центар. Овде је Нижегородски сајам — главно место за бројним конференцијама. Административно се дели на 8 округ.
У средишту града налази се Кремљ, утврђени комплекс. Главни политички и историјски центар града, области и Поволшког федералног округа. Овде је седиште гувернера Нижегородске области, градоначелника града и опуномоћеног представника председника Русије. Пре Кремљ је централни трг на Минин и Пожарскому.

## Географија
Нижњи Новгород је смештен у долини реке Волге, на ушћу реке Оке. На Волги постоји неколико речних острва. Рељеф око града је низијски. На простору града постоји неколико мањих река и језера (најзначајније је језеро Мешчерскоје). Северно од града на Волги је велико вештачко језеро Нижњи Новгород које се службено још увек зове Горковско вештачко језеро према имену Горки. У близини Нижњег Новгорода су градови Балахна, Кстово, Бор и Дзержинск.

### Клима
Године 1834. отворена је прва метеоролошка станица у Нижњем Новгороду. Век касније трансформисана је у хидрометеоролошку службу Горког, а од 1978. је позната као Одељење за хидрометеорологију и контролу природних станишта Више Волге.
Клима у региону је континентална, тачније влажно-континентална и слична је клими у Москви, иако хладнија зими, која траје од краја новембра до краја марта са сталним снежним покривачем. Просечне температуре се крећу од +19 °C (66 °F) у јулу до −9 °C (16 °F) у јануару. Просечна годишња температура је +48 °C (118 °F), брзина ветра 2.8 m/s, влажност ваздуха 76%. Пошто је довољно удаљен од Балтичког мора да би се поморски ефекти смањили, Нижњи Новгород има зиме сличне клими Ботнијског залива у близини арктичког круга, али уместо тога има веома топла лета за своју географску ширину.
Нижњи у просеку има 1 775 сунчаних сати годишње. Максимално трајање дневне светлости је у јуну (17 сати и 44 минута), а минимално у децембру (6 сати и 52 минута). Зими се често јавља наоблачење: 75 до 80% времена небо је прекривено облацима, док је само 49 до 56% од априла до августа. У јесен и зиму наоблачење је обично ујутру, а после подне се небо разведри. У пролеће и лето, напротив, ујутру је ведро, док се према подне облаци скупљају (кумулус), а према вечери нестају.
У пролеће температуре изнад нуле отпочиње око 5. априла и остаје на том нивоу до краја октобра. У просеку пада 653 падавина мм годишње, највише у јулу, а најмање у марту. Генерално, 180 од 365 дана ужива у неком облику падавина. Снег први пут пада у октобру, али снежни покривач изолује тло крајем новембра и топи се средином априла. Температура ваздуха зими се по правилу креће од −10 °C (14 °F) до −20 °C (−4 °F) . Зими се овде ретко дешава олуја (неколико датума које треба поменути су 27. новембар 1940, 30. новембар 1951, 14. фебруар 1960. и 3. децембар 1962). У пролеће има мање падавина него у другим годишњим добима. Пролеће пролази док се снег топи у другој половини марта и обично нестаје до краја априла. Лето долази почетком јуна, када се температура креће око +15. Максимална топлота се може приметити према трећој декади јула. Просечне температуре се крећу од +15 °C (59 °F) до +20 °C (68 °F) . Максимална температура од +382 °C (720 °F) забележен је током летњих топлотних таласа на северној хемисфери 2010. Летње кише су кратка, али интензивна, са јаким ветром. У септембру температура почиње да пада и пада испод +10 °C (50 °F) средином 20-их у месецу. У јесен пада честа и јака киша, а небо је облачно.
| Клима Нижњег Новгорода      | Клима Нижњег Новгорода | Клима Нижњег Новгорода | Клима Нижњег Новгорода | Клима Нижњег Новгорода | Клима Нижњег Новгорода | Клима Нижњег Новгорода | Клима Нижњег Новгорода | Клима Нижњег Новгорода | Клима Нижњег Новгорода | Клима Нижњег Новгорода | Клима Нижњег Новгорода | Клима Нижњег Новгорода | Клима Нижњег Новгорода |
| Показатељ \ Месец           | .Јан.                  | .Феб.                  | .Мар.                  | .Апр.                  | .Мај.                  | .Јун.                  | .Јул.                  | .Авг.                  | .Сеп.                  | .Окт.                  | .Нов.                  | .Дец.                  | .Год.                  |
| --------------------------- | ---------------------- | ---------------------- | ---------------------- | ---------------------- | ---------------------- | ---------------------- | ---------------------- | ---------------------- | ---------------------- | ---------------------- | ---------------------- | ---------------------- | ---------------------- |
| Апсолутни максимум, °C (°F) | 5,5 (41,9)             | 7,0 (44,6)             | 17,3 (63,1)            | 26,3 (79,3)            | 32,5 (90,5)            | 36,3 (97,3)            | 36,4 (97,5)            | 36,0 (96,8)            | 31,0 (87,8)            | 24,2 (75,6)            | 13,2 (55,8)            | 8,5 (47,3)             | 36,4 (97,5)            |
| Средњи максимум, °C (°F)    | −6,9 (19,6)            | −5,5 (22,1)            | 0,6 (33,1)             | 10,4 (50,7)            | 18,1 (64,6)            | 22,5 (72,5)            | 23,8 (74,8)            | 21,3 (70,3)            | 14,9 (58,8)            | 7,0 (44,6)             | −1,0 (30,2)            | −4,7 (23,5)            | 8,6 (47,5)             |
| Просек, °C (°F)             | −10,0 (14)             | −8,9 (16)              | −3,0 (26,6)            | 5,7 (42,3)             | 12,6 (54,7)            | 17,2 (63)              | 18,7 (65,7)            | 16,3 (61,3)            | 10,6 (51,1)            | 3,9 (39)               | −3,3 (26,1)            | −7,5 (18,5)            | 4,6 (40,3)             |
| Средњи минимум, °C (°F)     | −12,8 (9)              | −11,8 (10,8)           | −6,1 (21)              | 2,1 (35,8)             | 7,9 (46,2)             | 12,7 (54,9)            | 14,5 (58,1)            | 12,4 (54,3)            | 7,3 (45,1)             | 1,4 (34,5)             | −5,4 (22,3)            | −10,1 (13,8)           | 1,6 (34,9)             |
| Апсолутни минимум, °C (°F)  | −41,2 (−42,2)          | −37,2 (−35)            | −28,3 (−18,9)          | −19,7 (−3,5)           | −6,9 (19,6)            | −1,8 (28,8)            | 4,6 (40,3)             | 0,9 (33,6)             | −5,5 (22,1)            | −16,0 (3,2)            | −29,4 (−20,9)          | −41,4 (−42,5)          | −41,4 (−42,5)          |
| Количина падавина, mm (in)  | 43 (16,9)              | 36 (14,2)              | 30 (11,8)              | 39 (15,4)              | 51 (20,1)              | 69 (27,2)              | 78 (30,7)              | 74 (29,1)              | 62 (24,4)              | 63 (24,8)              | 56 (22)                | 52 (20,5)              | 653 (257,1)            |
| Извор: Погода и климат      |                        |                        |                        |                        |                        |                        |                        |                        |                        |                        |                        |                        |                        |

## Историја

### Центар средњовековних владара
Град је основао Велики Војвода Јуриј II од Владимира 1221. године на ушћу две важне реке Оке и Волге. Био је главна тврђава која је чувала границу, а предност је био ров око ње који су формирале две реке.
Заједно са Москвом и Твером, Нижњи Новгород је био један од градова који је избегао пустошење од стране Монгола и израстао у велики политички центар Русије тог времена. Важност града се повећала премештањем седишта моћне Суздаљске кнежевине из Городеца 1350. године.
Велики војвода Дмитриј Константинович (1323—1383) настојао је да своју престоницу направи конкурентном Москви, изградивши камену цитаделу и неколико цркава и поставши покровитељ историчара. Овде је написана и Руска Прва Хроника или Лаурентијанов кодекс 1377. године. Од 1392. Нижњи Новгород је део Велике московске кнежевине. Након тога центар Русије је постала Москва, а значај Нижњег Новгорода је опао.
Кримски Татари су разорили град 1408. Московски кнежеви су га брзо обновили и саградили јаку тврђаву (кремљ) првенствено за борбу против Татара из Казана.

### Модерно време
У каснијим вековима у доба Руског царства Нижњи Новгород је био првенствено значајан трговачки центар. Од 1817. се у граду одржавао Макарјев сајам, један од најзначајнијих светских сајмова. Почетком 20. века почела се развијати индустрија (посебно металопрерађивачка).
Совјетска власт је 1927. саградила први мост преко Волге. 1932. је град назван Горки према књижевнику Максиму Горком који је рођен у граду. У Горки је био протеран руски физичар Андреј Сахаров који је тамо био у изолацији. Због њега је Горки био затворени град и у њега нико није смео ући без посебне дозволе. Тиме се хтело спријечити Сахаровљева комуникација са свијетом. Након пада комунизма 1991. град је отворен и свако сме слободно ући у њега. Враћено му је старо име Нижњи Новгород указом Бориса Јељцина.

## Становништво
Према прелиминарним подацима са пописа, у граду је 2010. живело 1.250.615 становника.
| 1939.   | 1959.   | 1970.     | 1979.     | 1989.     | 2002.     | 2010.     | 2013.     |
| ------- | ------- | --------- | --------- | --------- | --------- | --------- | --------- |
| 643.689 | 941.962 | 1.170.133 | 1.344.474 | 1.438.133 | 1.311,252 | 1.250.619 | 1.259.921 |

## Привреда
Нижњи Новгород је један од центара ИТ индустрије у Русији. Спада међу водеће руске градове по количини провајдера софтвера за истраживање и развој. У Нижњем Новгороду такође постоји велики број офшор програмера софтвера.
Постоји 25 научних истраживачко-развојних институција које се фокусирају на телекомуникације, радио технологију, теоријску и примењену физику и 33 високошколске установе, међу којима су Нижњи Новгородски државни универзитет, Нижњи Новгородски државни технички универзитет, Приволжски истраживачки медицински универзитет, као и Нижњи Новгородски институт за Информационе технологије, које се фокусирају на информационе технологије, развој софтвера, системску администрацију, телекомуникације, целуларне мреже, Интернет технологије и ИТ менаџмент.
Инжењерство је водећа индустрија привреде Нижњег Новгорода са преовладавањем саобраћаја – аутомобилске индустрије, бродоградње, дизел мотора, производње авиона и алатних машина; аутомобилска индустрија је водећи сектор (50%).
Неке од највећих компанија у граду укључују:
- АД Горковски аутомобилски комбинат – лични аутомобили, камиони, оклопни транспортери и други аутомобили
- АД Красноие Сормово - речни и морски бродови, подморнице
- АД Сокол – авиони, млазњаци
- ПЈСЦ Нижњи Новгородски фабрика машина – наоружање, артиљерија, хаубице, противтенковски топови, опрема за нафту и гас
- АД Хидромаш - хидраулични актуатори
- АД Нител – телевизори
- АД РУМО – дизел генератори
- АД Краснијиакор – сидрени ланци
- ОКБМ Африкантов – нуклеарни реактори

## Саобраћај
Јавни превоз у граду је покривен трамвајима, маршруткама, аутобусима и тролејбусима . Електрични и дизел приградски возови саобраћају до предграђа у неколико праваца.
Метро Нижњег Новгорода отворен је 1985. године. Тренутно има две линије са 15 станица које повезују са железничким терминалом и превозе 102.000 путника дневно.
Нижњи Новгород Цити Рејл је мрежа железничког транспорта (С-Траин) у граду. Заједно са метроом чини систем брзог железничког саобраћаја града. Има две линије: Сормовскаја и Приокскаја. Основан је 24. јуна 2013. године као додатак метроу.
Железница Горки је одељење Руских железница које има око 5.700 km (3.500 mi) железничких линија широм региона Средњег Волга и 1.200 km (750 mi) у области Нижњи Новгород, са седиштем у Нижњем Новгороду. Од 1862. постоји железничка веза између Нижњег Новгорода и Москве. Ноћни возови омогућавају приступ Нижњем Новгороду из Москве, Санкт Петербурга, Казања, Јарославља и других. Брзи воз превози путнике између Нижњег Новгорода и Москве за мање од четири сата. Од Нижњег Новгорода се може наставити на исток дуж Транссибирске железнице, са директним возовима до већих градова на Уралу и Сибиру, као и до Пекинга, Пјонгјанга и Улан-Батора.
Први брзи железнички воз Сапсан за Москву (Курски железнички терминал) и Санкт Петербург (Московски железнички терминал) пуштен је у рад 30. јула 2010. Од 2015. године су рутом саобраћали и возови Стриж. Сапсан је суспендован од 30.јуна 2022 - званично је извештено да је због реновирања Курског железничког терминала. У новембру 2022. је било одлучено да Сапсан ће се никада врати као и Стриж.
Приградски приградски возови (електрика) повезују Нижњи Новгород са Владимиром, Дзержинском, Муромом, Кировом, Арзамасом, Заволжјем, Балахном и другим.
Нижњи Новгород је важан град којим протиче река Волга и важана тачка теретног и путничког бродарства. Током лета крстарења саобраћају између Нижњег Новгорода, Москве, Санкт Петербурга и Астрахана. Од 2006. мали број хидроглисера класе Метеор је наставио са радом на реци Волги. У августу 2019, речна пловидба у региону је настављена. Валдаи је отпочео да плови на рутама Нижњи Новгород – Городец и Нижњи Новгород – Макарјево.
Град опслужује руски аутопут М-7 (Москва – Нижњи Новгород – Казањ – Уфа), и чвориште је регионалне мреже аутопутева. Такође кроз град пролази савезни аутопут П158 (Нижњи Новгород – Саранск – Пенза – Саратов).
Током 2012. године пуштена је у рад жичара која повезује Нижњи Новгород и Бор. Дужина жичаре је 35 километара. Има највећи распон без ослонца у Европи изнад површине воде, који износи 861 метар. Основна намена је да се поред речних такси возила, електричних возова и аутобуса обезбеди алтернативни вид превоза путника. Жичара је такође постала популарна туристичка атракција, захваљујући панорамским погледима из кабина. Дана 31. јула 2014. на жичари се догодио инцидент. Гром је ударио у метални носач у близини сепареа у којем су се налазили људи. У то време била је јака грмљавина и жичара је заустављена. Међутим, људи су већ били у кабинама.
Нижњи Новгород опслужује међународни аеродром Стригино, који има директне летове до већих руских градова, Европе и Блиског истока. Ваздушна база Сормово је била важан војни ваздушни објекат, а ваздухопловна база Правдинск је била база пресретача током Хладног рата. С7 Аирлинес и Утаир Авиатион свакодневно лете до московских аеродрома Домодедово и Внуково. Није познато када је изграђен први аеродром у Нижњем Новгороду, али је његова локација била пола километра северно од места где се данас налази биоскоп „Москва”.
Систем аутобуских станица у Нижњем Новгороду претрпео је значајне промене 2015. године, пошто је стари главни међуградски аутобуски терминал на тргу Љадов (јужније од центра града) затворен, а нови аутобуски терминал отворен у Шчербинкију, неколико километара јужније. Тренутно, главне градске аутобуске станице су следеће:
- Аутобуска станица Канавино, у близини Московске железничке станице. Углавном служи за правце запада и северозапада (нпр. према Москви)
- Аутобуска станица Счербинки, неколико километара јужно од центра града. Углавном опслужује правце исток и југ.
- Од три аутобуска терминала, само станица Канавино је у близини линије метроа; преостала два су повезана са остатком града градским аутобусима.

## Међународна сарадња
- Нови Сад, Србија
- Шабац, Србија
- Есен, Немачка
- Филаделфија, САД
- Тампере, Финска
- Линц, Аустрија
- Јинан, Кина
- Сувон, Јужна Кореја
- Харков, Украјина
- Матанзас, Куба

## Галерија
- Нижњеновгородски кремљ
- Зграда великог руског сајма
- Једна од Стронганових цркава
- Чкаловске степенице
- Споменик Кузми Минину
- Станица метроа Горковскаја
- Улица Бољшаја Покровскаја
- Шуховљев торањ на Оци у близини Нижњег Новгорода